# Orthodoxes Judentum

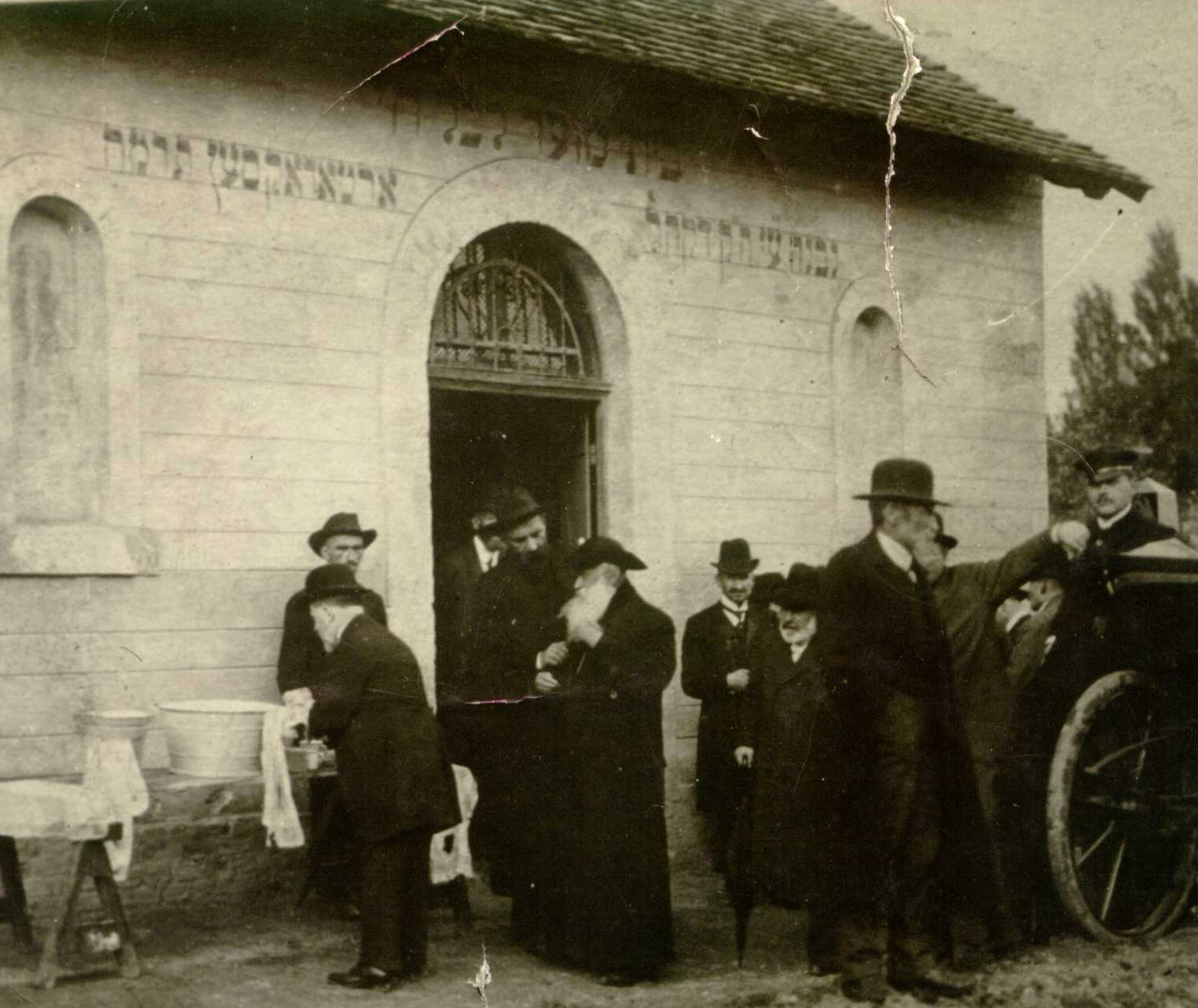
Jüdischer Friedhof in Budapest um 1920, das Wort „orthodox“ (ארטאדאקסען) steht an der Wand. Ungarische Juden waren die ersten, die eine unabhängige orthodoxe Organisation gründeten

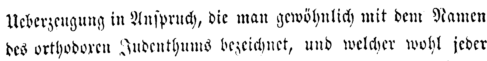
Samson Raphael Hirschs Jeschurun, Oktober 1854.

Das orthodoxe Judentum ist eine der Hauptströmungen des heutigen Judentums neben dem konservativen Judentum, dem liberalen Judentum (bekannt auch als Reformjudentum) und dem Rekonstruktionismus. Das Spektrum der Anschauungen und Unterströmungen die heute unter der Bezeichnung „Orthodoxie“ zusammengefasst werden, ist sehr breit und differenziert sich über die konkrete Auslegung der Halachah, insbesondere wie sie im Schulchan Aruch kodifiziert wurde. Als eigene Strömung formierte sich das orthodoxe Judentum in der ersten Hälfte des 19. Jahrhunderts – als Reaktion auf das Aufkommen des Reformjudentums, die jüdische Aufklärung (Haskala) und die Säkularisierung des jüdischen Lebens im Zuge der Emanzipation.
Das heutige orthodoxe Judentum wird häufig in die beiden Hauptrichtungen modern-orthodoxes Judentum und charedisches („ultraorthodoxes“) Judentum unterteilt; allerdings gibt es auch eine sehr konservative Strömung innerhalb der religiös-zionistischen Bewegung in Israel – die Chardal-Bewegung. Inwieweit bestimmte historische Gruppen Vorläufer bestimmter heutiger Gruppen sind, ist teilweise umstritten. So wird Rabbiner Samson Raphael Hirsch, dessen Bewegung im 19. Jahrhundert meist als neo-orthodox bezeichnet wird, sowohl von modern-orthodoxen als auch von ultraorthodoxen Juden für sich beansprucht.
Die Bezeichnung „orthodoxes Judentum“ entstand im 19. Jahrhundert als Abgrenzung zum damals entstehenden Reformjudentum.

## Definitionen
Der Begriff orthodox war zunächst eine polemische Fremdbezeichnung für diejenigen insgesamt, die sich, aus Sicht der Aufklärung, dem aufklärerischen Diskurs widersetzten. Eine Erwähnung in der „Berlinischen Monatsschrift“ gilt als erste Erwähnung dieser Bezeichnung für eine jüdische Gruppe  – jedoch meinte sie hier keine spezielle jüdische Gruppierung, sondern Juden, die nicht offen für die Ideen der Aufklärung waren. Christoph Schulte weist die Verwendung des Begriffs schon 1792 nach. Gelegentlich werden auch die Bezeichnungen „toratreues“, „gesetzestreues“ oder „Torah-observantes Judentum“ verwendet. Der gängige Begriff ist heute „orthodox“; diese Bezeichnung wird auch als Eigenbezeichnung verwendet.
Als Jude gilt im orthodoxen Judentum nur, wer entweder von einer jüdischen Mutter geboren wurde oder wessen Übertritt zum Judentum von einem orthodoxen Rabbinatsgericht bestätigt wurde.

## Basis des orthodoxen Judentums
Das orthodoxe Judentum orientiert sich an der schriftlich und mündlich überlieferten Lehre, die in der Tora und dem Talmud niedergeschrieben ist. Es entwickelt diese Grundlagen in den nachfolgenden Werken des rabbinischen Judentums bis heute weiter. Die ganze Tora gilt im orthodoxen Judentum als maßgebendes Wort Gottes, das aber in der Zeit in seiner Auslegung entwickelt und zunehmend entfaltet wird. Die Autorität der Tora und die konkrete Anwendung der Regeln, die aus ihr abgeleitet werden, bestimmen den Tagesablauf orthodoxer Juden.

## Ausrichtungen und Bewegungen
Es gibt im orthodoxen Judentum viele verschiedene Gruppierungen, die sich durch unterschiedliche Orientierungen (z. B. eher mystisch oder eher rational) oder durch unterschiedliche Bräuche (geprägt in Herkunftsregionen wie Osteuropa, Deutschland, Jemen, Äthiopien usw.) unterscheiden. Diese Gruppierungen sind heute häufig unabhängig von ihrer Herkunftsregion über viele Länder verteilt und in ihrer Herkunftsregion teilweise kaum noch vertreten. Besonders aus muslimischen Ländern ist ein Großteil der einheimischen Juden in der zweiten Hälfte des 20. Jahrhunderts nach Israel ausgewandert.
Im Judentum nimmt der Anteil der Ultraorthodoxen zu. Von den 6,6 Millionen Juden in Israel gehörten 17 Prozent (1,2 Millionen) zur Gruppe der strengreligiösen Haredim; in den USA machen sie 12 Prozent (1,4 Millionen) der fast 7 Millionen Juden aus. Weltweit beträgt der Anteil der Haredim 14 Prozent (2,1 Millionen) im Jahre 2020. Die drittgrößte Haredi-Gemeinde befindet sich in Großbritannien, wo 26 Prozent (76.000) der 292.000 Juden ultraorthodox sind, gefolgt von Kanada, Argentinien und Belgien; dort hat die jüdische Gemeinde mit 35 Prozent den höchsten Haredim-Anteil. Für Deutschland nennt die Studie eine Zahl von 3.000 ultraorthodoxen Juden (2,5 %) von insgesamt 118.000 Juden.
Der Chassidismus ist eine in Osteuropa entstandene Bewegung, die heute viele verschiedene und voneinander unabhängige Gruppierungen umfasst. Mit der gleichnamigen Bewegung in Deutschland im Mittelalter (Chasside Aschkenas) hat er sachlich nicht viel gemeinsam.
Die Mizrachim und Sephardim richten sich in der religiösen Praxis sehr stark nach dem Schulchan Aruch, einem Kodex halachischen Rechts aus dem 16. Jahrhundert. Für aschkenasische Juden ist zumeist ein späterer Kommentar auf den Schulchan Aruch, die Mischna Berura (deutsch Klare Lehre), maßgeblich.

## Lebensweise
Orthodoxe Juden richten ihr Leben nach der Halacha, die zum Beispiel in traditionellen Werken wie dem Schulchan Aruch festgelegt wurde. Neuerungen werden anhand dieser Halacha von den Rabbinern interpretiert. Das orthodoxe Judentum ist dadurch in der Lage, auf Änderungen zu reagieren, ohne an den schriftlich überlieferten Vorschriften selbst etwas zu ändern.
Eine besondere Bedeutung haben die konsequente Begehung des Schabbat, die koschere Ernährung, die täglichen Gebete und die Regeln über eheliche Beziehungen (Nidda). Seit dem späten 19. Jahrhundert, unter dem Einfluss der deutschen modernen Orthodoxie, werden die Gesetze zur Nidda auch mit hebräisch טהרת המשפחה taharat hamishpacha, deutsch ‚Familienreinheit‘ bezeichnet. Nicht-orthodoxe Juden halten diese Gebote dagegen teils in abgewandelter Form, teils gar nicht ein.
Orthodoxe jüdische Männer tragen stets eine Kopfbedeckung, als Zeichen der Ehrfurcht vor Gott. In der Regel wird hierfür eine Kippa verwendet; bei den Ultra-Orthodoxen über der Kippa zusätzlich ein Hut. Orthodoxe jüdische Frauen kleiden sich sittsam (Zniut); sie tragen meist einen langen Rock. Verheiratete orthodoxe jüdische Frauen bedecken zudem in der Öffentlichkeit ihre Haare (mit einem Kopftuch, einem Turban, einer Haube, einem Haarnetz, einem Hut, einer Mütze oder einer Perücke).

## Israel
An der gegenwärtigen israelischen Regierung sind sechs orthodox-religiöse, religiös-konservative Parteien (von acht Parteien insgesamt) beteiligt – Mafdal – HaTzionut HaDatit, Otzma Jehudit, Noam, Schas, Agudat Israel und Degel HaTorah.
Ultraorthodoxe Juden waren seit Gründung des Staates Israel von der Wehrpflicht ausgenommen. Diese Regelung lief bereits 2023 aus, aber die Regierung verlängerte sie bis Ende März 2024. Da bisher kein Gesetz zur Fortführung der Ausnahme-Regelung zu Stande kam, können nun mehr als 60.000 ultraorthodoxe Männer im wehrpflichtigen Alter ab dem 1. April 2024 einberufen werden. Laut einer einstweiligen Anordnung des Höchsten Gerichts werden ab 1. April auch die staatlichen Subventionen für ultraorthodoxe Männer im wehrpflichtigen Alter, die an Religionsschulen studieren, gestrichen. Bisher dient lediglich eine Minderheit unter den ultraorthodoxen Männern freiwillig in der Armee.
Am 6. Juni 2025 kündigte die israelische Armee an, bis Ende des Monats 54.000 Einberufungsbefehle an ultraorthodoxe junge Männer zu verschicken; zudem sollten Maßnahmen gegen Wehrdienstverweigerer und Deserteure verschärft werden. In den vergangenen zwei Jahren hatte die Armee bereits 23.000 Einberufungsbefehle an Charedim ausgestellt. Nur wenige hundert Ultraorthodoxe kamen der Einberufung nach. Es erfolgten keine Sanktionen, und keiner der Verweigerer wurde festgenommen. Israelische Medien gehen davon aus, dass sich dies nicht ändern werde, da dies eine rote Linie für die ultraorthodoxen Parteien der Regierungskoalition war und sie mit Bruch der Koalition drohten.